# Nazionale maschile di calcio del Botswana
La nazionale di calcio del Botswana è la rappresentativa calcistica dell'omonima nazione africana ed è posta sotto il controllo della federazione calcistica del Botswana (Botswana Football Association). I giocatori della rappresentativa sono soprannominati zebre.
Non ha mai partecipato al campionato del mondo e ha partecipato a una fase finale della Coppa d'Africa, nell'edizione del 2012.
Attualmente occupa la 147ª posizione nel ranking mondiale FIFA.

## Storia
La federazione calcistica del Botswana nacque nel 1970 e si affiliò alla CAF nel 1976 e alla FIFA nel 1978. Malgrado abbia partecipato a cinque edizioni delle eliminatorie CAF della Coppa del mondo, al Botswana furono necessari undici anni per ottenere la prima vittoria, un 4-1 contro il Lesotho nelle qualificazioni al campionato del mondo 2006.
Esordì in competizioni ufficiali in occasione delle eliminatorie CAF del campionato del mondo 1994, in cui affrontò Nigeria e Costa d'Avorio. Perse tre partite su quattro chiudendo all'ultimo posto nel girone, ma riuscì a ottenere uno 0–0 a Gaborone contro gli ivoriani.
La competizione successiva cui prese parte il Botswana furono le eliminatorie del campionato del mondo 2002, concluse al turno preliminare contro lo Zambia, che vinse sia all'andata che al ritorno.
In seguito il Botswana attraversò una crisi più profonda di risultati, perdendo per 3-0 contro lo Zambia e contro le nazionali di Sudafrica e Zimbabwe, presentatesi entrambe in formazione rimaneggiata a Gaborone. Un pareggio contro il Madagascar, all'epoca 146° nel ranking FIFA, portò all'esonero del commissario tecnico Colwyn Rowe, che pure aveva guidato il Botswana al miglior piazzamento nella classifica mondiale della FIFA (il 95º posto). Al suo posto fu ingaggiato Stanley Tshosane, che esordì con un'inopinata vittoria per 1-2 in casa del Mozambico. La vittoria mise i botswaniani in una posizione buona nel proprio girone di qualificazione al mondiale di Sudafrica 2010, ma nonostante un pari casalingo con gli ivoriani la squadra patì una serie di sconfitte e finì all'ultimo posto nel girone le eliminatorie.
Il periodo successivo fu tuttavia il più soddisfacente nella storia della nazionale del Botswana, che tra il 2010 e il 2011 ottenne risultati di rilievo. Il 26 marzo 2011 divenne la prima nazionale a qualificarsi per la fase finale della Coppa d'Africa 2012, vincendo il girone eliminatorio con Tunisia (battuta dai botswaniani sia in casa che in trasferta), Malawi, Togo e Ciad, con un bilancio di 5 vittorie, 2 pareggi e una sconfitta. Per i botswaniani, issatisi dopo l'ottimo girone al 53º posto del ranking mondiale della FIFA, si trattò della prima qualificazione alla fase conclusiva del massimo torneo continentale. Tre sconfitte contro Ghana (1-0), Guinea (1-6) e Mali (1-2) nella fase finale della Coppa d'Africa 2012 costarono l'eliminazione al primo turno.
Eliminato dal Mali nel secondo turno preliminare della Coppa d'Africa 2013 (1-7 il risultato complessivo), il Botswana fallì la qualificazione al campionato del mondo 2014, finendo terzo nel girone dietro Sudafrica ed Etiopia.
Nell'ottobre 2013 la federcalcio esonerò Tshosane e nel febbraio 2014 ingaggiò l'inglese Peter Butler.
Le soddisfazioni, tuttavia, non arrivarono. Pur eliminando Burundi e Guinea-Bissau nei turni preliminari, la squadra si piazzò ultima nel difficile girone di qualificazione alla Coppa d'Africa 2015, guadagnando un solo punto. Nel girone di qualificazione alla Coppa d'Africa 2017 si piazzò ancora terza, a sette punti dalle qualificate Burkina Faso e Uganda.
Nelle eliminatorie per il campionato del mondo 2018 il Botswana ha eliminato l'Eritrea al primo turno preliminare e ha vinto per 2-1 in casa contro il Mali all'andata del secondo turno, ma ha perso per 2-0 a Bamako, venendo eliminata.
Nel luglio 2017 David Bright divenne CT del Botswana per la quarta volta. Egli condusse la squadra nelle qualificazioni alla Coppa d'Africa 2019, nel corso delle quali la squadra segnò un solo gol in sei partite.

## Commissari tecnici
In corsivo i commissari tecnici ad interim.
- Thomas Johnson (1973)
- Rudi Gutendorf (1976)
- Peter Cormack (1986-1987)
- Kenny Mwape (1990-1992)
- Freddie Mwila (1992-1994)
- Freddie Mwila (1994-1996)
- Michael Gaborone (1996-1997)
- David Bright (1997-1998)
- David Bright (1999)
- Jeff Butler  (1999)
- David Bright (2000)
- Karl-Heinz Marotzke (2001)
- Veselin Jelušić (2002-2005)
- David Bright (2006)
- Colwyn Rowe (2006-2008)
- Stanley Tshosane (2008-2013)
- Peter Butler (2014-2017)
- Mogomotsi Mpote (2017)
- David Bright (2017-2019)
- Mfolo Mfolo (2019)
- Mogomotsi Mpote (2019)
- Adel Amrouche (2019-2022)
- Rahman Gumbo (2022)
- Mogomotsi Mpote (2022-2023)
- Didier Gomes Da Rosa (2023-)

## Partecipazioni ai tornei internazionali
Legenda: Grassetto: Risultato migliore, Corsivo: Mancate partecipazioni

## Rosa attuale
Lista dei convocati per la Coppa COSAFA 2024, diramata il 17 giugno 2024.
| N. | Pos. | Giocatore          | Data nascita (età) | Pres. | Reti | Squadra                 |
| -- | ---- | ------------------ | ------------------ | ----- | ---- | ----------------------- |
|    | P    | Victor James       | 27 agosto 2002     | 1     | 0    | Masitaoka               |
|    | P    | Karamelo Kgosipula | 6 febbraio 2003    | 0     | 0    | Matebele                |
|    | P    | Kenneth Mmoko      | 13 ottobre 1999    | 0     | 0    | Sua Flamingoes          |
|    | P    | Jovan Nikolic      | 9 settembre 2001   | 0     | 0    | Marinhense              |
|    | D    | Tebogo Kopelang    | 24 aprile 2000     | 21    | 0    | Security Systems        |
|    | D    | Kitso Mangolo      | 6 gennaio 1999     | 20    | 1    | Ihefu                   |
|    | D    | Thabo Babutsi      | 24 luglio 2000     | 3     | 0    | Township Rollers        |
|    | D    | Atamelang Lesogo   |                    | 1     | 0    | Orapa United            |
|    | D    | Botsile Sakana     | 26 gennaio 2001    | 1     | 0    | Masitaoka               |
|    | D    | Obakeng Senono     | 29 settembre 1999  | 1     | 0    | Masitaoka               |
|    | D    | Leruo Ratala       | 28 marzo 2002      | 0     | 0    | Gaborone United         |
|    | D    | Bonno Sepako       |                    | 0     | 0    | UB Hawks                |
|    | C    | Gape Thibedi       | 2 febbraio 2000    | 11    | 0    | Gaborone United         |
|    | C    | Olebogeng Ramotse  | 17 gennaio 1998    | 9     | 0    | Masitaoka               |
|    | C    | Tawana Mbakile     | 14 luglio 2000     | 5     | 0    | Security Systems        |
|    | C    | Obakeng Ramotlhwa  | 26 luglio 1999     | 1     | 0    | Masitaoka               |
|    | C    | Ricky Ratlhogo     | 8 dicembre 2000    | 1     | 0    | Orapa United            |
|    | C    | Ofentse Mbaiwa     | 10 giugno 2003     | 0     | 0    | Eleven Angels           |
|    | C    | Boniface Ramolale  | 3 aprile 2002      | 0     | 0    | Masitaoka               |
|    | C    | Shaun Theron       | 11 marzo 2003      | 0     | 0    | Jwaneng Galaxy          |
|    | A    | Molaodi Tlhalefang | 7 luglio 1997      | 11    | 2    | Miscellaneous SC Serowe |
|    | A    | Eric Ookame        | 3 aprile 2001      | 4     | 0    | Eleven Angels           |
|    | A    | Oarabile Sekwai    | 28 novembre 1998   | 4     | 0    | Police XI               |
|    | A    | Lizo Skweyiya      | 1º gennaio 2004    | 4     | 0    | Orlando Pirates         |
|    | A    | Thabiso Bante      | 25 aprile 1995     | 2     | 0    | TAFIC                   |
|    | A    | Tshepo Keselebale  |                    | 2     | 0    | Security Systems        |
|    | A    | Bame Morwalela     | 25 marzo 1999      | 2     | 1    | Township Rollers        |

## Tutte le rose
Coppa d'Africa 20121 Maposa, 2 Letsholathebe, 3 Ramohibidu, 4 Ohilwe, 5 Thuma, 6 Nato, 7 Moloi, 8 Mongala, 9 Ramatlhakwane, 10 Moatlhaping, 11 Selolwane, 12 Motsepe, 13 Mafoko, 14 Tshekiso, 15 Kelebale, 16 Marumo, 17 Powell, 18 Gabonamong, 19 Ngele, 20 Dambe, 21 Tshireletso, 22 Motlhabankwe, 23 Pilane, CT: Tshosane